# Merete Møller
Merete Møller, née le 7 mai 1978, est une ancienne handballeuse internationale danoise.
Avec l'équipe du Danemark, elle remporte le titre de championne du monde en 1997.

## Palmarès
championnat du monde
- vainqueur du championnat du monde 1997

autres
- vainqueur du championnat du monde junior en 1997[3]

### Distinctions individuelles
- élue meilleure joueuse du championnat du Danemark en 1997[4]